# Claude Burneau
Claude Burneau est un poète, conteur, photographe et animateur d'ateliers d'écriture français né le 11 juin 1951 à Grosbreuil (Vendée) et mort le 2 décembre 2015  à La Roche-sur-Yon.
Il est l'un des créateurs des éditions SOC & FOC qu'il a animées de 1979 à 2015.

## Publications
Chanson de l’arbre et de la pierre (poésie), accompagné de photographies de Christian BERJON, Ed. des 3 saules / SOC ET FOC, 1979 ; 
Dossier M. (nouvelle), SOC ET FOC, 1979 ;
Quand le vent fut semé (nouvelle), LA FOIRE A BRAS, 1980 ;
Instants-Année (poésie), illustré par Francine GUIET, Auto-édition, 1980 ;
Séraphin, Ferdinand et Cie (nouvelles), SOC & FOC, 1983 ;
Fétus (poésie), auto-édition 1986 ;
Petites musiques des nuits (poésie), accompagnement graphique Jean-Louis PEROU, SOC & FOC, 1994 ;
Par monts et par mots (poésie), illustré par Gyöm, SOC & FOC, 1997 ;
Instants d'Yeu (poésies et photographies), Pays d'herbes, 2006 ;
Les jours mes nuits (environnement photographique des textes de Lise Lundi-Cassin), SOC & FOC, 2008 ;
Rouge Nina  (roman), éditions du Petit pavé, 2008 ;
Les Deux frères, illustré par Brunella Baldi, éditions Unicité, 2015.
Des textes de théâtre à destination des enfants et des jeunes, libres de droits.

## Expositions photographiques
- Climats, 1983
- L'un, l'autre, 2005
- Saveurs d'images, 2006
- Instants d'Yeu, 2007

## Spectacles de contes
- Contes d'ici et de partout, pour le jeune public
- Gens de paroles et L'Odyssée (avec Karine et François Landaburu, musiciens) pour les plus grands.